# The Jetsons (computerspel)
The Jetsons  is een videospel voor de Commodore 64 en de Commodore 128. Het spel werd uitgebracht in 1992. 